# Fox (Alaska)
Fox ist ein Census-designated place im Fairbanks North Star Borough von Alaska.
Der 10 km nördlich von Fairbanks am Goldstream Creek gelegene Ort wurde 1905 als Wohnsiedlung für Bergarbeiter gegründet. 1908 erhielt der Ort ein Postamt. In Fox mündet der von Norden kommende Fox Creek in den Goldstream Creek. Heute arbeiten die meisten Einwohner jedoch im nahe gelegenen Fairbanks. Fox ist das Ausflugsziel vieler Tagesurlauber, vor allem die ortsansässigen Restaurants und das zweitgrößte Brauhaus Alaskas sind beliebt.
Durch die Stadt führen der Steese Highway und der Elliott Highway.